# Cerkev sv. Jožefa, Ljubljana
Cerkev sv. Jožefa v Ljubljani je cerkev, ki je del Duhovnega središča svetega Jožefa, katerega oskrbujejo jezuiti. Teritorialno cerkev spada na področje Župnije Ljubljana - Sv. Peter, ki je del Ljubljanske nadškofije. 
Z 68,5 m je najdaljša cerkev ljubljanske nadškofije, ima največjo kupolo in drugi najvišji zvonik.

## Zgodovina
Po ljubljanskem potresu leta 1895 so po pozivu ljubljanskega škofa Jakoba Missie pričeli z gradnjo novo cerkve, ki bi bila namenjena t. i. potresni pobožnosti, vsakoletni spominski slovesnosti ob obletnici potresa. 4. avgusta 1912 je škof Anton Bonaventura Jeglič blagoslovil temeljni kamen in leta 1914 so cerkev po načrtih avstrijskega arhitekta in benediktinca Anzelma Wernerja že večinoma dokončali. Zaradi izbruha prve svetovne vojne pa je Avstro-ogrska kopenska vojska prevzela zgradbo in jo uporabila kot vojašnico za 200 vojakov ter prehrambeno skladišče. V vojaški upravi je ostala vse do leta 1921; naslednje leto je škof Jeglič cerkev končno blagoslovil 7 let po izgradnji.
Leta 1941 je arhitekt Jože Plečnik izdelal načrt glavnega oltarja sv. Jožefa. Kip zanj je izdelal kipar Božidar Pengov.
Po drugi svetovni vojni je socialistična oblast leta 1949 nacionalizirala cerkev in bližnje cerkvene zgradbe. V njej je nato do leta 1991 deloval prvi slovenski filmski studio Viba film. (kasneje je bilo v njej skladišče filmskih kulis), leta 1996 ob prvem obisku papeža Janeza Pavla II., so cerkev in zgradbe denacionalizirali, cerkev v celoti prenovili ter območje vrnili jezuitom.
Leta 2006 so o zgodovini cerkve posneli dokumentarni film Film pred oltarjem, delo Metoda Pevca.
Cerkev ima trenutno 5 železnih zvonov jeseniške livarne Kranjska Industrijska Družba. Pojejo v uglasitvi c1 - d1 - e1 - g1 - b1. Konstrukcija z zvonovi zavzema najvišji dve nadstropji zvonika. Nekoč je imela cerkev podobno uglašene zvonove iz Samassove livarne (edina razlika je bila, da je mali zvon pel v tonu a1)